# 233
| [ Edytuj tabelę ] |                                             |
| Władca Korei      | - 227 Tongch’ŏn 248                         |
| Papież            | - 217 Hipolit Rzymski 235 - 230 Poncjan 235 |
| Król Persji       | - 224 Ardaszir I 241                        |
| Cesarz Rzymu      | - 222 Aleksander Sewer 235                  |

Rok 233 / CCXXXIII
stulecia: II wiek ~
III wiek ~
IV wiek

lata: 223 «
228 «
229 «
230 «
231 «
232 «
233
» 234
» 235
» 236
» 237
» 238
» 243

## Wydarzenia
- Azja
  - Rzym wygrał wojnę z Persją o dominację w Mezopotamii